# Far, far & børn
Far, far & børn er en dansk dokumentar-tv-serie sendt på DR1 fra februar 2025 om et homoseksuelt ægtepar, danseren Morten Kjeldgaard og influenceren Frederik Haun, der får hjælp af en rugemor til at få tvillingedøtre.

## Idé
Danseren Morten Kjeldgaard, der blandt andet har deltaget i 12 sæsoner af Vild med dans, blev i 2023 gift med influenceren Frederik Haun, der blandt andet deltog i finalen i Den store bagedyst i 2021. Begge ville gerne være biologisk far, men troede først ikke, at det var et realistisk ønske. En dag kontaktede en ukendt kvinde, Nanna Brandt, imidlertid Frederik Haun på Instagram og tilbød at være rugemor. Nanna Brandt havde i forvejen to børn sammen med sin mand. I september 2024 fødte parrets graviditetsvært tvillingepiger med donoræg fra en anden kvinde. Tv-serien følger parrets vej til at blive forældre. Kjeldgaard og Haun fortalte ved en forpremiere for tv-serien i februar 2025, at de fandt det diskriminerende, at man ikke kunne få offentlig hjælp, hvis man som homoseksuelt par drømte om at få børn, og de var gået med til at blive fulgt tæt af optagelser af deres liv igennem et år for at sætte fokus på dette spørgsmål.
I Danmark må sundhedspersonale ikke bistå med selve befrugtningen, når der er tale om en surrogatmor, som bærer andres barn. Derfor rejste Kjeldgaard og Haun sammen med Nanna Brandt til USA, hvor det var muligt at få hjælp.

## Afsnit
1. Designerbaby (sendt 17. februar)
2. Bare en ovn (sendt 24. februar)
3. Gravid på Insta (sendt 3. marts)
4. Venskabet vokser (sendt 10. marts)
5. Dobbelt lykke (sendt 17. marts)